# Plaza Esperanza (Tucumán)
La Plaza Esperanza es una plaza de la ciudad de San Miguel de Tucumán, Tucumán, Argentina. Esta se ubica en la avenida Ernesto Padilla, donde anteriormente existía la villa de emergencia Piolín.

## Historia
Originalmente en el sitio de la actual plaza se encontraba la villa Piolín detrás de la fábrica de Cootam. El barrio comenzó a crearse en 1960 y fue reubicado en 2014 en el conjunto habitacional Manantial Sur. Por ello, el gobierno provincial expropió el terreno de dos manzanas para crear un espacio público.Enfrente al barrio se construyó un complejo habitacional y comercial denominado Mate de Luna Center.
Los trabajos se iniciaron en 2015 con el desmalezamiento, limpieza, construcción de caminería, alumbramiento y desmantelamiento de casillas existentes.La plaza, llamada Esperanza por los vecinos del barrio Floresta circundante a esta.El nombre “Plaza Esperanza” surgió por iniciativa de vecinos del barrio. Entre ellos, se destacó Tomás García Folgado, un niño de 12 años en ese momento, quien impulsó una campaña de recolección de firmas para que el nuevo espacio verde llevara ese nombre.
Fué inaugurada el 9 de abril de 2018 por el gobernador provincial Juan Manzur.La obra tuvo un costo final de ARS 5 544 823.

## Descripción
La Plaza Esperanza se compone de dos partes divididas por la calle Cabrera, estando rodeada por la avenida Padilla y las calles Crisóstomo Álvarez, Juan Benjamín Terán y San Lorenzo. Cuenta con pista de salud, caminería interna, juegos infantiles, canchas de basquetbol y voleibol. Además, hay una ciclovía en forma de óvalo y mobiliario en forma de anfiteatro.